# Cormac Murphy-O'Connor
Cormac kardinál Murphy-O'Connor (24. srpna 1932, Reading – 1. září 2017, Londýn) byl anglický římskokatolický kněz, emeritní arcibiskup Westminsteru, kardinál.

## Životopis
Jeho rodiče utekli před první světovou válkou z irského hrabství Cork. Kněžské svěcení přijal 28. října 1956. Po dokončení studia na Papežské univerzitě Gregoriana byl inkardinovaný do rodné diecéze Portsmouth. V letech 1966 až 1969 byl sekretářem biskupa Dereka Worlocka, následující dva roky působil ve farnosti Neposkvrněného Početí v Southamptonu. Od roku 1971 vykonával funkci rektora Anglické koleje v Římě.
V listopadu 1977 byl jmenovaný biskupem diecéze Arundel a Brighton, biskupské svěcení přijal 21. prosince téhož roku. Od roku 1983 byl místopředsedou společné Mezinárodní anglikánsko-římskokatolické komise. V letech 2000 až 2009 byl předseda Biskupské konference Anglie a Walesu.
Dne 15. února 2000 byl jmenován arcibiskupem Westminsteru jako nástupce zemřelého kardinála George Huma. Při konzistoři 21. února 2001 ho papež Jan Pavel II. jmenoval kardinálem. V letech 2001 až 2006 byl místopředsedou Rady evropských biskupských konferencí. Byl řádovým prelátem a nositelem duchovního velkokříže Vojenského a špitálního řádu sv. Lazara Jeruzalémského. Dne 3. dubna 2009 papež Benedikt XVI. přijal jeho rezignaci na vedení arcidiecéze Westminster. Jeho nástupcem se stal dosavadní arcibiskup Birminghamu Vincent Nichols.